# Ouragan Helene (2006)
Pour les articles homonymes, voir Cyclone tropical Helene.
L'ouragan Helene est la 8e tempête tropicale, le 4e ouragan et le 2e ouragan majeur de la saison cyclonique 2006 pour le bassin de l'océan Atlantique. C'est également le phénomène le plus intense depuis le début de la saison cyclonique 2006. Le nom Helene avait déjà été utilisé en 1958, 1988 et 2000.

## Chronologie
Le 11 septembre, une onde tropicale sortit des côtes d'Afrique. Elle s'organisa rapidement et fut déclarée dépression tropicale n° 8 le 12. Continuant à s'organiser, elle atteignit le stade de tempête tropicale le 13 et d'ouragan majeur de classe 3 le 17 septembre. Il avança en direction du ouest-nord-ouest avant de tourner vers le nord-est. De forts courants atteignirent les Bermudes mais la perturbation se désagrégea le 24 septembre.